# 中田整一
中田 整一（なかた せいいち、1941年10月22日 - ）は、日本のノンフィクション作家。
NHKプロデューサー、同局スペシャル番組部長、NHKエデュケーショナル常務、大正大学教授などを経て、現代史をテーマとする作家となる。

## 来歴
熊本県玉名市出身。九州大学法学部を卒業後、1966年にNHKに入局。
『日本史探訪』や『歴史への招待』などの歴史教養番組の制作を担当した後、プロデューサーとして、NHK特集「ドキュメント昭和」やNHKスペシャル「ドキュメント太平洋戦争」など、特に昭和史を中心としたドキュメンタリー番組の制作に携る文化庁芸術祭優秀賞、日本新聞協会賞、放送文化基金本賞など受賞。
NHKで中田が手がけた二・二六事件に関する2作品では、裁判を担当した陸軍法務官・匂坂春平の遺族が保管していた裁判資料の公開にも貢献した。また、この2作品は放送・報道関係の賞を受賞した。
- 「戒厳指令『交信ヲ傍受セヨ』二・二六事件秘録」 (1979年放送）、「放送文化基金本賞」を受賞。
- 「二・二六事件 消された真実―陸軍軍法会議秘録」 (1988年放送）、「日本新聞協会賞」・「放送文化基金個人賞」を受賞。

退局後、作家となる。2005年『満州国皇帝の秘録 - ラストエンペラーと「厳秘会見録」の謎』で第60回毎日出版文化賞、第35回吉田茂賞受賞。2010年『トレイシー 日本兵捕虜秘密尋問所』で第32回講談社ノンフィクション賞受賞。

## 作風
ジャンルは主に昭和史で、ことに戦争の時代に拘っている。中田自身、開戦の年に生まれ、長崎に投下された原子爆弾のキノコ雲を目にしている。また、「あの戦争は何だったのかということが総括されていない」という思いがあることから、「戦争の時代を生き、ジャーナリズムに身を置いた者として、過去と未来の橋渡しが出来れば」と語っている。
仕事をする上で守り続けている事は「歴史は1次資料、1次証言者に語らせること」「複眼的な視点を持つこと」「実際に現場に立って考えること」の3つである。

## 私生活
2010年現在、東京都日野市に妻と暮らしている。2004年頃に山口市にも住居を構え、行ったり来たりの生活を楽しんでいる。

## 著書
- 『モンテンルパの夜はふけて〜気骨の女・渡辺はま子の生涯』日本放送出版協会、2004年
- 『満州国皇帝の秘録 ラストエンペラーと「厳秘会見録」の謎』幻戯書房、2005年。文春文庫、2012年
- 『盗聴 二・二六事件』文藝春秋、2007年。文春文庫、2010年
- 『戦場の聴診器 ニューギニア戦で6回死んで90歳、「おお先生」は今日も走る』幻戯書房、2008年
- 『トレイシー 日本兵捕虜秘密尋問所』講談社、2010年。講談社文庫、2012年
- 『最後の戦犯死刑囚　西村琢磨中将とある教誨師の記録の記録』平凡社新書、2011年
- 『四月七日の桜 戦艦「大和」と伊藤整一の最期』講談社、2013年。講談社文庫、2021年
- 『ドクター・ハック』平凡社、2015年
- 『虹の橋を渡りたい 画家・堀文子九十七歳の挑戦』幻戯書房、2015年

編著・解説
- 『真珠湾攻撃総隊長の回想 淵田美津雄自叙伝』講談社、2007年。講談社文庫、2010年

## 主なドキュメンタリー作品
※プロデューサーとして関わったもの
NHK特集
- 戒厳指令「交信ヲ傍受セヨ」〜二・二六事件秘録（1979年2月26日）
- 二・二六事件 消された真実〜陸軍軍法会議秘録（1988年2月21日）
- ドキュメント昭和（全10回・1986年4月7日 - 1987年4月27日）

NHKスペシャル
- ドキュメント太平洋戦争（全6回・1992年12月6日 - 1993年8月15日）